# W. B. Robe & Company
W. B. Robe & Company war ein US-amerikanischer Hersteller von Automobilen.

## Unternehmensgeschichte
W. B. Robe hatte 1910 mit der Entwicklung eines Cyclecars begonnen. Als er Ende 1913 die Produktion ankündigte, waren drei Prototypen fertig. Er gründete das Unternehmen in Portsmouth in Ohio und begann mit der Produktion von Automobilen. Der Markenname lautete Robe. 1915 endete die Produktion. Robe stellte 1923 mit der Robe Motor Corporation erneut Fahrzeug der Marke Robe her.

## Fahrzeuge
Zu den Fahrzeugen sind unterschiedliche Daten überliefert. Es ist unklar, ob es verschiedene Modelle waren. Es waren entweder Cyclecars oder Kleinwagen.
Eine Quelle nennt einen Vierzylindermotor mit 66,04 mm Bohrung und 76,2 mm Hub. Das ergab 1044 cm³ Hubraum, womit das Hubraumlimit von 1100 cm³ für Cyclecars eingehalten wurde. Der Motor leistete 11 PS. Das Fahrgestell hatte 213 cm Radstand. Der Roadster bot Platz für zwei Personen nebeneinander. Das Leergewicht betrug etwa 159 kg.
Eine zweite Quelle nennt einen Vierzylindermotor mit 1160 cm³ Hubraum, Zweiganggetriebe und Kardanantrieb. Als Spurweite sind einerseits 122 cm genannt, andererseits war auch die in den USA übliche Spurweite von 142 cm erhältlich. Überliefert sind ein Roadster und ein viertüriger Torpedo-Roadster.
Eine dritte Quelle gibt einen Vierzylindermotor mit 70,6 Kubikzoll Hubraum an. Das sind umgerechnet 1160 cm³. Der Motor war wassergekühlt. Zweiganggetriebe und Kardanantrieb werden ebenfalls genannt. Der Radstand betrug 254 cm und die Spurweite nach Wahl 117 cm oder 142 cm. Genannt werden ein Roadster für 325 US-Dollar, ein Roadster in Luxusausführung, die einen Anlasser beinhaltete, für 375 Dollar sowie ein Torpedo-Roadster mit vier Türen für ebenfalls 375 Dollar.